# Tiristor
O termo Tiristor é usado para nomear uma família de dispositivos semicondutores multicamadas, que operam em regime de chaveamento, tendo em comum uma estrutura de no mínimo quatro camadas semicondutoras numa sequência P-N-P-N (três junções semicondutoras), apresentando um comportamento funcional. Diferentemente do diodo comum, ele possui 3 terminais: denominados ânodo, cátodo que são usados para a passagem da corrente enquanto um, denominado porta (gate em inglês), é utilizado para controle de quando os outros dois irão realizar a condução da corrente.
Os tiristores permitem, por meio da adequada ativação do terminal de controle, o chaveamento do estado de bloqueio para estado de condução, sendo que alguns tiristores permitem também o chaveamento do estado de condução para estado de bloqueio, também pelo terminal de controle.  Chama-se de disparo o momento que que o tiristor sai de seu estado de bloqueio e passa a conduzir. O disparo ocorre quando há um pulso de tensão no gate, que é o terminal de controle, mas também pode acontecer de maneira indesejada, em casos de oscilação, sobre tensão e elevadas temperaturas. Chama-se comutação o momento em que o tiristor para de conduzir a corrente e passa a bloqueá-la. A comutação pode ser natural, quando a fonte abaixa a corrente, ou forçada quando a corrente é desviada do tiristor.

## História
A invenção do tiristor no fim dos anos 50 do século passado foi responsável por um grande surto de evolução tecnológica da eletrônica de potência, que se estendeu pelos anos 60 e propiciou no anos 70 o início da implantação da eletrônica de potência em escala industrial. A principal vantagem dos tiristores é o controle de grande quantidade de energia. Essa característica faz com que esses dispositivos sejam utilizados tanto no controle eletrônico de potência quanto na conversão de energia.

## Tipos de tiristores

### Retificador controlado de silício

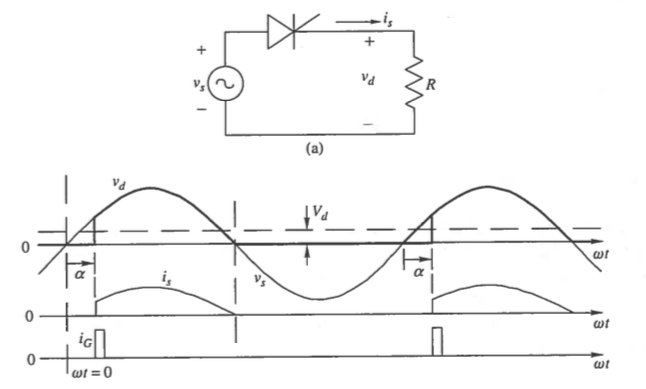
Um circuito com retificador controlado de silício com fonte de tensão alternada senoidal e carga resistiva.

O retificador controlado de Silício são dispositivos semicondutores cuja condição de sentido direto é comandável através da aplicação de um pulso de corrente ao terminal de Porta (ou gate em inglês). A condução, uma vez iniciada se mantém, mesmo na ausência do sinal no terminal de porta, até que a corrente que o atravessa caia abaixo de um determinado valor, o qual denominamos de corrente de manutenção de condução, em inglês Holding Current (IH). Em sentido inverso, o SCR comporta-se como um diodo normal. Os SCR são empregados em corrente alternada como retificadores controlados, e quando utilizados em corrente contínua comportam-se como chaves. O SCR é apenas um tipo de tiristor, mas devido ao seu disseminado uso na indústria, muitas vezes os termos tiristor e SCR são confundidos.

### GTO (Gate Turn-Off thyristor)
Este tiristor bloqueável tem como vantagem ser disparado e bloqueado atráves de puslos no gate. Uma variação desse transistor é o DB-GTO (Distributed Buffer Gate Turn-Off thyristor).

### TRIAC
Ou em português triodo de corrente alternada. Esse tipo de tiristor conduz nos dois sentidos de polarização em um processo de onda completa. Geralmente é usado para controle de potência para lâmpadas (dimmers), controles de velocidade para ventiladores, controle de aquecimento, entre outros. Com o TRIAC é possível controlar o início da condução da senoide, aplicando um pulso em um ponto pré-determinado do ciclo de corrente alternada. Esse pulso no pino de disparo (GATE) está na ordem de miliamperes, e assim pode-se controlar grandes cargas AC com uma corrente baixa de acionamento. Porém, para o correto disparo é necessário um circuito para identificar a passagem por zero da senoide. Esse circuito é conhecido como detector de zero-crossing.

### DIAC
O Diodo de Corrente Alternada, bloqueia a passagem de corrente até que a tensão entre seus terminais ultrapasse um certo valor. Já os DIACs são dispositivos semicondutores de avalanche bidirecional, também da classe dos tiristores e de junção PNPN. Possuem a propriedade de apresentarem muito alta impedância, se a tensão entre seus dois terminais for mantida abaixo de uma tensão, chamada comumente de tensão de ruptura. Se essa tensão, geralmente em torno dos 30 V, for ultrapassada, o DIAC passa a conduzir corrente elétrica, e tem sua impedância uma queda brusca. Os DIACs são geralmente utilizados como auxiliares de disparo em TRIACs, em osciladores de relaxação.

### LA-SCR (Light Activated SCR)
Em português Retificador Controlado por Silício Ativado pela Luz, seu disparo é feito por incidência da luz em sua área sensível exercendo o papel do gate.